# Хултурахт
Хултурахт (устар. Хуль-Тур-Ахт) — река в России, протекает по Берёзовскому району Ханты-Мансийского АО. Длина реки — 33 км. Берёт своё начало из озера Хултур, протекает в северо-восточном направлении, где русло разделяется протоки Сакпосл и Вохсинтурахт. С точки зрения государственного водного реестра России, протока Вохсинтурахт, а далее протока Нярпаульпосл являются продолжением реки Хултурахт, которая впадает в Северную Сосьву на 356 км от её устья.

## Данные водного реестра
По данным государственного водного реестра России относится к Нижнеобскому бассейновому округу, водохозяйственный участок реки — Северная Сосьва, речной подбассейн реки — Северная Сосьва. Речной бассейн реки — (Нижняя) Обь от впадения Иртыша.